# Вудкок, Эшли
Эшли Джеймс Вудкок англ. Ashley James Woodcock; род. 27 февраля 1947, Аделаида) — австралийский крикетист.

## Биография

### Ранние годы
Родился 27 февраля 1947 года в Аделаиде, штат Западная Австралия, Австралия.
Учился в местном Колледже принца Альфреда, после чего поступил в Аделаидский университет, где и начал активно заниматься крикетом.

### Игровая карьера
На профессиональном уровне дебютировал в крикете в 1967 году, присоединившись к команде «Западная Австралия», в составе который выступал на протяжении двенадцати лет.
Свой первый международный матч Вудкок провёл 26 января 1974 года против сборной Новой Зеландии. Его последний выход за национальную команду состоялся 31 марта того же года, где вновь встретились сборные Австралии и Новой Зеландии.

### Дальнейшая жизнь
После завершения спортивной карьеры Вудкок переехал в США, где получил докторскую степень в области философии. Позднее он вернулся в Австралию и стал преподавать в Университете Ла Троба, а также работал тренером местных команд по крикету.